# Llac d'Ashta
El llac d'Ashta és un llac artificial proper a la vila d'Ashta a la taluka de Madha, districte de Sholapur (Maharashtra), de 10,5 km², format per les aigües del rierol Ashta aturades per una resclosa de 3.874 m de llargada. Del llac surten dos canals que porten l'aigua pel reg.